# Podoscypha thozetii
Podoscypha thozetii är en svampart som först beskrevs av Miles Joseph Berkeley, och fick sitt nu gällande namn av Boidin 1959. Podoscypha thozetii ingår i släktet Podoscypha och familjen Meruliaceae.   Inga underarter finns listade i Catalogue of Life.